# Pierre Joulet
Pierre Joulet Sieur de Chatillon (* um 1545; † um 1621) war ein französischer Barockautor.
Über Pierre Joulet ist relativ wenig bekannt.
Er studierte in Italien, arbeitete später als Kontrolleur der königlichen Ländereien in Mantes.
Er war zweimal verheiratet, zuerst mit Jeanne Jacquet, dann mit Marguerite de Refuge.
Joulets 1596 erschienener höfisch-historischer Roman Les Amours d’Armide basiert auf einer Geschichte aus Tassos Kreuzzugs-Epos Gerusalemme liberata.
Er wurde 1633 von Isaak Habrecht (Die Lieb der schönen Armiden) und 1715 von einem anonymen Übersetzer (Die Begebenheiten der Armide) ins Deutsche übertragen.

## Werke
- Les Amours d’Armide, Paris, 1596

## Übersetzungen
- Isaak Habrecht: Die Lieb der schönen Armiden, Straßburg, 1633
- anonym: Die Begebenheiten der Armide, Frankfurt und Leipzig, 1715